# Lecteria (ondergeslacht)
Lecteria is een ondergeslacht van het geslacht van insecten Lecteria binnen de familie steltmuggen (Limoniidae).

## Soorten
Deze lijst van 28 stuks is mogelijk niet compleet.
- L. (Lecteria) acanthosoma (Alexander, 1969)
- L. (Lecteria) acanthostyla (Alexander, 1969)
- L. (Lecteria) africana (Alexander, 1920)
- L. (Lecteria) armillaris (Fabricius, 1805)
- L. (Lecteria) atricauda (Alexander, 1920)
- L. (Lecteria) bicornuta (Alexander, 1969)
- L. (Lecteria) calopus (Walker, 1856)
- L. (Lecteria) cetrata (Alexander, 1969)
- L. (Lecteria) duchaillui (Alexander, 1923)
- L. (Lecteria) fuscitarsis (Alexander, 1969)
- L. (Lecteria) hirsutipes (Riedel, 1920)
- L. (Lecteria) laticincta (Alexander, 1920)
- L. (Lecteria) machadoi (Alexander, 1963)
- L. (Lecteria) mattogrossae (Alexander, 1913)
- L. (Lecteria) metatarsalba (Alexander, 1920)
- L. (Lecteria) microcephala (Bigot, 1858)
- L. (Lecteria) pluriguttata (Alexander, 1920)
- L. (Lecteria) radialis (Alexander, 1956)
- L. (Lecteria) reisi (Alexander, 1921)
- L. (Lecteria) retrorsa (Alexander, 1969)
- L. (Lecteria) simplex (Alexander, 1969)
- L. (Lecteria) simpsoni (Alexander, 1920)
- L. (Lecteria) tanganicae (Alexander, 1921)
- L. (Lecteria) tibialis (Alexander, 1923)
- L. (Lecteria) triacanthos (Alexander, 1920)
- L. (Lecteria) uniarmillata (Alexander, 1956)
- L. (Lecteria) upsilon (Alexander, 1969)
- L. (Lecteria) vasta (Alexander, 1921)